# Seznam otokov v Sloveniji
Seznam otokov v Sloveniji vsebuje morske, jezerske in rečne otoke. Razvrščeni so po površini. Podatki o površinah so pridobljeni s pomočjo Atlasa okolja.
Glede kriterijev je sporno, ali se za otoke lahko šteje tudi dele kopnega, ki so bili umetno odrezani z izgradnjo umetnih kanalov za odvodnjavanje, na orimer zlasti Gruberjevega kanala ali tudi Malega grabna v Ljubljani ali pa dovodni kanali za hidroelektrarne (na Dravi Hidroelektrarna Zlatoličje in Formin). Prav tako je vprašanje, ali imamo lahko za otoke tudi peščene ali prodne sipine (nanose) v rekah, ki so prehodnega oziroma manj trajnega značaja, nestalni otoki, ki nastanejo samo v določenih obdobjih (kraška presihajoča jezera), pa tudi, kako majhni oziroma veliki otoki so še vredni upoštevanja (mišljeni tudi okrasni/umetni otoki v umetnih ribnikih v parkih, arboretumih/botaničnih ali živalskih vrtovih in podobno).

## Seznam
| Slika | Ime                                                                              | Vodno telo                 | Naselje                                                            | Opomba | Površina (km2) | Vrsta          | Atlas okolja |
| ----- | -------------------------------------------------------------------------------- | -------------------------- | ------------------------------------------------------------------ | --- | -------------- | -------------- | ------------ |
|       | Kostanjevica na Krki                                                             | Krka                       | Kostanjevica na Krki                                               | na njem se nahaja stari del najmanjšega slovenskega mesta ter najstarejšega v Posavju                                                                                          | 0,109          | rečni          |              |
|       | Savski otok                                                                      | Sava                       | Kranj                                                              | čezenj pelje Stara cesta, ki povezuje oba rečna bregova, na njem pa se nahaja trgovski center                                                                                  | 0,108          | rečni          |              |
|       | Mariborski otok                                                                  | Drava                      | Kamnica                                                            | na njem se nahaja kopališče, pomemben pa je tudi kot habitat številnih ptic | 0,097          | rečni          |              |
|       | Otok ljubezni                                                                    | Mura                       | Ižakovci                                                           | otok iz treh strani obdaja ozek, nekaj metrov širok rečni rokav, na njem je prizorišče raznih turističnih prireditev                                                           | 0,037          | rečni          |              |
|       | Otočec                                                                           | Krka                       | Otočec                                                             | na njem se nahaja grad Otočec | 0,020          | rečni          |              |
|       | Otok                                                                             | Piranski zaliv             | Lucija                                                             | umetni otok, nastajal od leta 1985 dalje kot posledica izkopov solinskega blata in mulja tekom gradnje Marine Portorož, parcela na njem je v lasti Občine Piran                | 0,019450       | morski         |              |
|       | Otoček                                                                           | Koprski zaliv              | Koper                                                              | umetni otok, nastal je leta 2021 ob gradnji nove plaže pri Žusterni |                | morski         |              |
|       | Blejski otok                                                                     | Blejsko jezero             | Bled                                                               | na njem se nahaja Cerkev Marijinega vnebovzetja, kapelica Matere Božje, kapelica Lurške Matere Božje, župnišče in manjši svetilnik ter stopnišče, ki vodi z brega na vrh otoka | 0,010          | jezerski       |              |
|       | Rajski otok                                                                      | Ribnik na Blagovni         | Proseniško                                                         | na njem se nahaja restavracija, odprta samo za zaključene družbe (poroke, obletnice ...)                                                                                       | 0.00123        | jezerski       |              |
|       | Dravograjski otok; Črneški zaliv s plitvimi rokavi in s trsjem poraščenimi otoki | Dravograjsko jezero /Drava | Dravograd; Črneče                                                  | nastal kot posledica zajezitve Drave za HE Dravograd |                | rečno-jezerski |              |
|       | Otoki na Mariborskem jezeru                                                      | Drava                      | Kamnica                                                            | nastali kot posledica zajezitve Drave za HE Mariborski otok |                | rečno-jezerski |              |
|       | otok v Koblarjevem zalivu pri Mariboru                                           | Drava                      | Maribor, Koroška vrata (Mestna vrtnarija)                          | Koblarjev zaliv |                | rečni          |              |
|       | otoka na Ptujskem jezeru                                                         | Ptujsko jezero /Drava      | Ptuj/                                                              | nastala kot posledica zajezitve Drave za HE Formin |                | rečno-jezerski |              |
|       | otoki na Muri                                                                    | Mura                       |                                                                    | |                | rečni          |              |
|       | prodni otoki na Soči                                                             | Soča                       | več krajev                                                         | prodni nanosi |                | rečni          |              |
|       | otoka na Sori pri Retečah                                                        | Sora                       | Reteče                                                             | |                | rečni          |              |
|       | otok na Sori pri Goričanah                                                       | Sora                       | Goričane                                                           | umetni (Paprinica Goričane) |                | rečni          |              |
|       | otok na Savi pri Tacnu                                                           | Sava                       | Tacen/Brod, Ljubljana                                              | umetni/Kajakaško-kanuistični klub Tacen (brzice) |                | rečni          |              |
|       | otoki na Savi                                                                    | Sava                       | Jarški prod, sotočje Ljubljanice in Save in tudi nižje             | prodni nanosi ... |                | rečni          |              |
|       | 4 otoki na akumulaciji HE Brežice                                                | Sava                       |                                                                    | umetni |                | rečni          |              |
|       | otoki na Krki pri Cerkljah in Krški vasi                                         | Krka                       |                                                                    | |                | rečni          |              |
|       | otok na Soči pri Solkanu                                                         | Soča                       | Solkan                                                             | umetni/Kajakaško-kanuistični klub Solkan |                | rečni          |              |
|       | otoki na Dravi (spodnji tok)                                                     | Drava                      | ob meji s Hrvaško                                                  | |                | rečni          |              |
|       | otok na Dravinji                                                                 | Dravinja                   | pred izlivom v Dravo                                               | |                | rečni          |              |
|       | otoki na Savinji                                                                 | Savinja                    | več otokov ob srednjem in spodnjem toku Savinje (mdr.pri Gračnici) | |                | rečni          |              |
|       | otok na Ljubljanici                                                              | Ljubljanica                | pri Fužinah in pred izlivom v Savo                                 | |                | rečni          |              |
|       | otok na Pivki pri Postojni                                                       | Pivka                      | Postojna                                                           | |                | rečni          |              |
|       | otok na Savinji pri Okonini                                                      | Savinja                    |                                                                    | |                | rečni          |              |
|       | otok na Savi pod Radovljico oz. pri Kamni Gorici                                 | Sava                       |                                                                    | |                | rečni          |              |
|       | Otok v Križni jami                                                               |                            |                                                                    | jezerski podzemni otok |                | jezerski       |              |

## Nestalni jezerski otoki, ki nastanejo ob naraslih vodah
- Trije otoki na Cerkniškem jezeru

- Mala Gorica - v Jamskem zalivu
- Orljek - na njem se nahaja vas Otok s cerkvijo svetega Primoža in Felicijana.
- Velika Gorica (Goričica)

- Komin - otok in vas na Ljubljanskem barju[3]
- Jakovški hrib - otoček na Planinskem polju, na katerem se nahaja cerkev sv. Mihaela[4]

## Nekdanji otoki

### Morski
- Izola - izvor imena je italijanski: isola pomeni otok. V 18. stoletju so otok povezali s kopnim.[5]
- Koper - otok so leta 1827 z nasipom povezali z zaledjem.[6]
- Sermin/Srmin - grič pri Kopru, ki je bil v davnini otok in na katerem se je najverjetneje začela zgodovina Kopra. Aluvialni nanosi reke Rižane so sčasoma otok povezali z zaledjem. Danes se na griču nahajajo cisterne Istrabenza.[7][8]

Na Hrvaškem: Umag, Novigrad, Poreč, Rovinj itd. 

### OtokiLjubljanskega barja
To so manj ugreznjeni deli dna Ljubljanskega barja, kjer je bilo po koncu zadnje ledene dobe obsežno plitvo jezero. Danes so to poseljeni ali nenaseljeni osamelci:
- Babna gorica (328 m)
- Bevke - Brdo (345 m)
- Blatna Brezovica (326 m)
- Grič - Dobčenica (342 m)
- Grmez (320 m)
- Gulč (350 m)
- Kostanjevica (367 m)
- Plešivica (390 m)
- Sinja gorica (293 m)
- Veliki vrh (373 m)
- Zadočenca (342 m)

### Rečni otoki
- Celje - savinjski otok, ki ga ni več, ime pa sedaj nosi mestni predel Otok.
- Gutenwerth - otok, ki ga zaradi regulacije ni več, se je nahajal med Novim mestom in Kostanjevico na Krki. Na njem se je nahajal trg Guthenwerth, ki so ga leta 1473 požgali Turki.[9]
- Zasavje - savski otok z istoimensko vasjo streljaj od Brežic, ki jo je leta 1781 odnesla povodenj.

## Pobudi za umetne otoke
- Konec leta 2005 je bilo v medijih moč zaslediti predlog za nov umetni otok v obliki delfina, ki naj bi stal v bližini Izole.[10]
- Drugi predlog iz leta 2009 pravtako v Izoli načrtuje tri otoke.[11]